# Многочлени Бернуллі
У математиці, Многочлени Бернуллі — многочлени, названі на честь Якоба Бернуллі, що виникають при вивченні багатьох спеціальних функцій, зокрема ζ-функції Рімана і ζ-функції Гурвіца, також є окремим випадком послідовності Аппеля. На відміну від ортогональних многочленів, многочлени Бернуллі визначні тим, що число коренів в інтервалі {\displaystyle \ [0,1]} не збільшується із зростанням степеня многочлена. При необмеженому збільшенні степеня, многочлени Бернуллі наближаються до тригонометричних функцій.
Подібний набір многочленів, заснований на твірній функції, називають сімейством многочленів Ейлера.

## Визначення
Многочлени Бернуллі {\displaystyle \ B_{n}(x)} можна визначити різними способами. Вибір визначення залежить від зручності в тому або іншому випадку. 

### Явна формула
{\displaystyle B_{n}(x)=\sum _{k=0}^{n}C_{n}^{k}B_{n-k}x^{k}}, де {\displaystyle C_{n}^{k}} — біноміальні коефіцієнти, {\displaystyle \ B_{k}} — числа Бернуллі.
Або
{\displaystyle B_{n}(x)=\sum _{m=0}^{n}{\frac {1}{m+1}}\sum _{k=0}^{m}(-1)^{k}C_{m}^{k}(x+k)^{n}.}

### Генератриса
Генератриса для многочленів Бернуллі рівна: 
{\displaystyle {\frac {te^{xt}}{e^{t}-1}}=\sum _{n=0}^{\infty }B_{n}(x){\frac {t^{n}}{n!}}.}
Генератриса для многочленів Ейлера рівна:
{\displaystyle {\frac {2e^{xt}}{e^{t}+1}}=\sum _{n=0}^{\infty }E_{n}(x){\frac {t^{n}}{n!}}.}

### Представлення диференціальним оператором
{\displaystyle B_{n}(x)={D \over e^{D}-1}x^{n}}, де {\displaystyle } — оператор формального диференціювання.

### Визначення за допомогою інтегрального оператора
Многочлени Бернуллі є єдиними многочленами, що задовольняють рівняння
{\displaystyle \int _{x}^{x+1}B_{n}(u)\,du=x^{n}.}
Інтегральний оператор
{\displaystyle (Tf)(x)=\int _{x}^{x+1}f(u)\,du}
для многочленів f, приймає ті ж значення, що й
{\displaystyle {\begin{aligned}(Tf)(x)={e^{D}-1 \over D}f(x)&{}=\sum _{n=0}^{\infty }{D^{n} \over (n+1)!}f(x)\\&{}=f(x)+{f'(x) \over 2}+{f''(x) \over 6}+{f'''(x) \over 24}+\cdots .\end{aligned}}}

### Явний вигляд для найменших степенів
Многочленами Бернуллі для найменших степенів є:
{\displaystyle \ B_{0}(x)=1,}
{\displaystyle B_{1}(x)=x-{\frac {1}{2}},}
{\displaystyle B_{2}(x)=x^{2}-x+{\frac {1}{6}},}
{\displaystyle B_{3}(x)=x^{3}-{\frac {3}{2}}x^{2}+{\frac {1}{2}}x,}
{\displaystyle B_{4}(x)=x^{4}-2x^{3}+x^{2}-{\frac {1}{30}},}
{\displaystyle B_{5}(x)=x^{5}-{\frac {5}{2}}x^{4}+{\frac {5}{3}}x^{3}-{\frac {1}{6}}x,}
{\displaystyle B_{6}(x)=x^{6}-3x^{5}+{\frac {5}{2}}x^{4}-{\frac {1}{2}}x^{2}+{\frac {1}{42}}.}

## Властивості

### Значення в нулі
Значення многочленів Бернуллі при {\displaystyle \ x=0} рівні відповідним числам Бернуллі:
{\displaystyle \ B_{n}(0)=B_{n}}.

### Диференціювання і інтегрування
{\displaystyle \ B'_{n}(x)=nB_{n-1}(x)}.
Невизначені інтеграли:
{\displaystyle \int _{a}^{x}B_{n}(t)\,dt={\frac {B_{n+1}(x)-B_{n+1}(a)}{n+1}}}
Визначені інтеграли:
{\displaystyle \int _{0}^{1}B_{n}(t)B_{m}(t)\,dt=(-1)^{n-1}{\frac {m!n!}{(m+n)!}}B_{n+m}\quad m,n\geq 1}

### Множення аргументу
{\displaystyle B_{n}(mx)=m^{n-1}\sum _{s=0}^{m-1}B_{n}\left(x+{\frac {s}{m}}\right)}.

### Сума аргументу
{\displaystyle B_{n}(x+y)=\sum _{k=0}^{n}{n \choose k}B_{k}(x)y^{n-k}}

### Симетрія
{\displaystyle \ B_{n}(1-x)=(-1)^{n}B_{n}(x),}
{\displaystyle \ (-1)^{n}B_{n}(-x)=B_{n}(x)+nx^{n-1}.}

## Ряд Фур'є
Ряди Фур'є для многочленів Бернуллі є також рядами Діріхле:
{\displaystyle B_{n}(x)=-{\frac {n!}{(2\pi i)^{n}}}\sum _{k\not =0}{\frac {e^{2\pi ikx}}{k^{n}}}=-2n!\sum _{k=1}{\frac {\cos \left(2k\pi x-{\frac {n\pi }{2}}\right)}{(2k\pi )^{n}}}.}
Цей розклад справедливий коли  0 ≤ x ≤ 1 для n ≥ 2 і у випадку 0 < x < 1 для n = 1.

## Обертання
{\displaystyle x^{n}={\frac {1}{n+1}}\sum _{k=0}^{n}{n+1 \choose k}B_{k}(x)}